# Iisalmi
Iisalmi (Zweeds: Idensalmi) is een gemeente en stad in de Finse provincie Oost-Finland en in de Finse regio Noord-Savo. De gemeente heeft een landoppervlakte van 762,99 km² en telt 20.281 inwoners (2022).

## Geboren
- Tommi Kainulainen (1974), voetballer